# Бушнелл, Берт
Бертрам «Берт» Гарольд Томас Бушнелл (англ. Bertram "Bert" Harold Thomas Bushnell, 3 сентября 1921, Уоргрейв, Беркшир, Великобритания — 9 января 2010, Рединг, Великобритания) — британский спортсмен (академическая гребля), чемпион Олимпийских игр 1948 года в академической гребле в двойке парной.
Родился в семье владельцев верфи Уоргрейв, работал в семейном бизнесе инженером. Во время Второй Мировой войны служил на торпедных катерах Второй мировой войны и принимал участие в эвакуации Дюнкерка.
Как победитель соревнований Wingfield Sculls и Diamond Sculls в 1947 году был разочарован тем, чтобы не был отобран на соревнования в одиночке на «домашних» Олимпийских играх в Лондоне (1948). Тем не менее, объединившись с Ричардом «Дики» Бёрнеллом, сыном олимпийского чемпиона 1908 года по гребле Чарльза Бёрнелла, выиграл соревнования в парной двойке.
После Олимпиады ушёл из спорта и вернулся в семейный бизнес, успешно занимался кораблестроением. В 1980 году продал бизнес и переехал в Португалию, где играл в гольф и сквош. Вернулся в Англию в 1988 года после смерти жены.